# Titanattus saevus
Titanattus saevus es una especie de araña saltarina del género Titanattus, familia Salticidae. Fue descrita científicamente por George Williams Peckham y su esposa E. G. Peckham en 1885.
Habita en Guatemala.